# Залучне
Залучне (пол. Załuczne) — село в Польщі, у гміні Чорний Дунаєць Новотарзького повіту Малопольського воєводства.
Населення — 714 осіб (2011).
У 1975-1998 роках село належало до Новосондецького воєводства.

## Демографія
Демографічна структура станом на 31 березня 2011 року:
|          | Загалом | Допрацездатний вік | Працездатний вік | Постпрацездатний вік |
| -------- | ------- | ------------------ | ---------------- | -------------------- |
| Чоловіки | 343     | 89                 | 222              | 32                   |
| Жінки    | 371     | 86                 | 219              | 66                   |
| Разом    | 714     | 175                | 441              | 98                   |